# Sesam
Sesam (Sesamum indicum) er en enårig plante med oprette, forgrenede og tæt behårede stængler. Planten bliver 90-120 cm høj. Forneden er bladene trelappede til trekoblede, mens de foroven er lancetformede med uregelmæssigt savtakket rand. Blomsterne er blegt rødviolette og let uregelmæssige (meget lig Fingerbøls blomster). Frugten er en aflang kapsel, der rummer de gyldne sesamfrø.
Planten bliver dyrket mange steder i Verden, hvor man bruger både blade og frø. Af frøene udpresser man en gyldengul, sødlig sesamolie, der er uden lugt. Den harsker sjældent og giver en god erstatning for olivenolie.
Sesamfrø kommer fra sesamplanten, der dyrkes i Kina, Indien, Central- og Sydamerika. De er rige på mineraler, E-vitamin, flerumættede fedtstoffer og protein. De sælges både uden og med skal, hvor de uafskallede har et langt større indhold af jern og kalcium. Sesamfrø indeholder betydeligt mere kalcium end komælk.
| Næringsindhold: (100 g) | Næringsindhold: (100 g)      |
| ----------------------- | ---------------------------- |
| Energi                  | 2432 kJ (582 kcal)           |
| Protein                 | 18 g                         |
| Kulhydrater             | 18 g                         |
| Fedtstof                | 53 g                         |
| Kalcium                 | 110 mg (uafskallede 1160 mg) |
| Jern                    | 2,4 mg (uafskallede 10,5 mg) |

Sesamfrø kan bruges til bagning af brød, fremstilling af vegetariske postejer og vegetarisk fars. De ristede frø bruges også i salater.